# 茅野実
茅野 実（茅野 實、ちの みのる、1933年（昭和8年）4月10日 - 2021年（令和3年）9月2日）は日本の実業家。元八十二銀行頭取。

## 来歴・人物
長野県岡谷市生まれ。長野県諏訪清陵高等学校、東京大学法学部卒業後、1956年入行、東京事務所長、資金証券部長を経て、1986年・取締役上田支店長、1987年・同本店営業部長、1989年・常務本店営業部長、1990年・同国際部長、1991年・副頭取、1994年・頭取就任。2001年6月・頭取任期を1年残し会長、2003年〜2005年顧問。1998年〜1999年・全国地方銀行協会副会長。このほか、2015年に成立した安全保障関連法に反対する市民集会の呼び掛け人も務めた。
2021年9月2日午後4時10分、食道がんのため死去。88歳没。

## 銀行家として
頭取に就任以来、とかく「堅い」と言われる八十二銀行の変革に取り組むが、1990年代の失われた10年における金融危機の中でも自己資本比率10%以上を維持した経営環境の下では、行内の反応は鈍いものであった。こうした中でも、1997年1月、ベンチャー支援に力を入れる方針を示し、1997年3月には、5番目の海外拠点としてシンガポール事務所を開設する。しかし、日本リースの経営破綻による貸出債権の貸倒損失や株価低迷による株式償却損が主因で、1998年9月中間決算では、最終損失が60億円の赤字になり、経営責任を明確にするため、自身や過去の融資担当者ら14人の報酬・給与をカットする行内処分を行う。こうした危機意識の中で、1998年度からの6カ年長期経営計画の策定では、以下の施策が実施された。
- 同年、人事制度の見直しとして、従来の「総合」「一般」の職制に代わり、自己申告に基づく「総合」、勤務地が限られる「特定総合」、「事務」の三職種を新たに設定、さらに給与体系は成績重視とする「行員には痛みを伴う制度」（茅野談）に移行。
- 営業店のフルバンキング体制（預金・ローン、企業・個人をまんべんなく扱う）を見直し、顧客層や地域事情に応じて得意分野への特化体制と、営業店舗後方事務のブロック内母店へ集約。
- 海外拠点の見直しとして、1998年にロンドン駐在員事務所を廃止、1999年4月にニューヨーク支店を駐在員事務所に変更。
- 1999年、執行役員制度を導入し、取締役数を前年度比4割削減。経営陣のスリム化と意思決定の迅速化を図る。
- 次期勘定系システムの構築では、北関東を中心とした地方銀行の勉強会である関東地銀業務研究会に琉球銀行を加えた6行でシステム開発・運営の共同化を図り、2002年3月、じゅうだん会システムが稼働を開始した。
- 2000年6月、不良債権回収・管理業務を手掛けるサービサー子会社を地銀単独で初めて設立。2001年4月には個人向け無担保ローンに進出した。
- 当初は、「元本確定の商品ばかりを扱っていた金融機関がリスクのある商品を販売するには抵抗が大きい」と語るなど[6]、リスク商品の販売は否定的であった。このため、2001年1月末におけるの預かり資産残高は約54億円、累計販売額は約103億円と、県内金融機関の中では群を抜く成績ながら、近隣他県の地銀などと比べると大きく見劣りしていた。しかし、2001年度から、受け身姿勢だった投資信託の窓口販売方針を転換し、2001年1月時点の9倍にする全店舗で残高の目標設定するなど積極的な営業に乗り出した。

## 長野県知事選
茅野の存在は、2000年の長野県知事選で全国にその名を知られるようになる。同年8月上旬、仁科恵敏・長野商工会議所会頭、平野稔・平安堂会長らとともに長野市内で初めて田中康夫と対面し、「長野県を変えてくれる人」と立候補を強く要請し、田中擁立の立役者となった。県知事選では、節目節目で集会に顔を見せるなど、田中陣営の「アンカー」ともいえる存在で、官民の様々な組織を固める前任知事の後継者である対立陣営の動きに対し、「自由にものが言えない状況は民主主義ではない」と発言、さらに銀行内外からの批判も「あくまで一個人としての支援」と意に介さず、田中の長野県知事初当選時には「民主主義の目覚まし時計」と絶賛した。
しかし、田中知事就任後は「しばらくは見守る」としていたが、田中の「脱ダム宣言」については「電子メールで県民の意見を聴いているというが、聴く範囲が狭すぎ、民主主義とは言えない」などと批判するコメントを週刊誌に出すなど、徐々に軋轢が生じるようになる。2002年の出直し知事選では支援を継続したものの、後の、居住区をめぐる田中自身の住民票問題や山口村の岐阜県への越県合併を認めないとする対応などを巡り対立、2005年3月には、田中の後援会を退会し袂を分かつことになる。その後、2006年の県知事選の直前には地元紙・信濃毎日新聞に田中を批判する意見広告を出し、さらには同選挙では対立候補である村井仁を支援した。県の政財界に大きな影響力を持つ茅野の離反は、同年の知事選で田中が落選する遠因となった。

## 人物
- 座右の銘は「少欲知足」、「とにかく無駄が嫌い」な性格[5]。
- 趣味の蝶採集は、国内に生息する約240種類大半の標本を持つ。
- 東京事務所長時代、地銀の事務所長達と長野にゴルフに出かけた際、プレイが中断された。当時、“政界の闇将軍”田中角栄が突然来訪しプレイに割り込んできたためである。他のメンバーが粛々と従う中で、茅野だけは「同じ客なのになぜ止めるんだ!!」とゴルフ場側に食って掛かっていた。それを聞き及んだ田中角栄に「面白いやつだ」と評されたという。